# Olla v-nigrum
Olla v- nigrum es una especie de coleóptero cucujoideo de la familia Coccinellidae. Es nativa de Norteamérica pero ha sido introducida a Sudamérica con el fin de realizar un control biológico contra los áfidos.

## Nombre común
Dado que su coloración a veces es color gris claro o blanco con manchas más oscuras, asimilando el pelaje de un perro dálmata, coloquialmente se la puede llamar vaquita dálmata.

## Características
Puede medir entre 3,7 y 6,2 mm. Tiene el cuerpo ovalado y de color amarillo claro a veces casi blanco, con manchas más oscuras de tamaño variable. Por el lado ventral tiene color amarillo y marrón. Su pronoto suele tener 5 manchas oscuras que confluyen. Sus élitros tienen 8 manchas oscuras pequeñas y presenta una mancha clara apical con negro.
Existen ejemplares melánicos (con exceso de melanina) que tienen el pronoto negro con solo bordes laterales blancos y élitros negros con una mancha discal rojiza o amarilla.

## Biología
Olla v-nigrum tiene cuatro estadios, como la mayoría de las especies de Coccinellidae, siendo el 2.º estadio el de menor duración. El 4.º estadio es el de mayor duración, ya que la transformación en pupa y posterior emergencia del adulto tienen una mayor exigencia nutritiva. Una vez que la larva emerge comienza a alimentarse y continúa hasta el momento de pupar. Inicialmente se alimentan del corión y luego de un período corto comienzan a canibalizar huevos no eclosionados con larvas en formación o de huevos infértiles.

### Alimentación
Los adultos son importantes depredadores de áfidos en climas templados y de psílidos en el trópico.

## Importancia económica
Por ser depredadores agudos de áfidos y pulgones, las vaquitas de la especie Olla v-nigrum se han utilizado para el control biológico de insectos plaga como Monellia caryella, Metopolophium dirhodum, Schizaphis graminum (pulgones), Diaphorina citri, Heteropsylla cubana y Psylla spp. (psílidos).

## Distribución
El rango de distribución de Olla v-nigrum incluye Centroamérica, Norteamérica, Sudamérica y Oceanía. De Sudamérica se tienen registros de Argentina, Brasil, Chile, Colombia, Paraguay y Uruguay.

## Galería

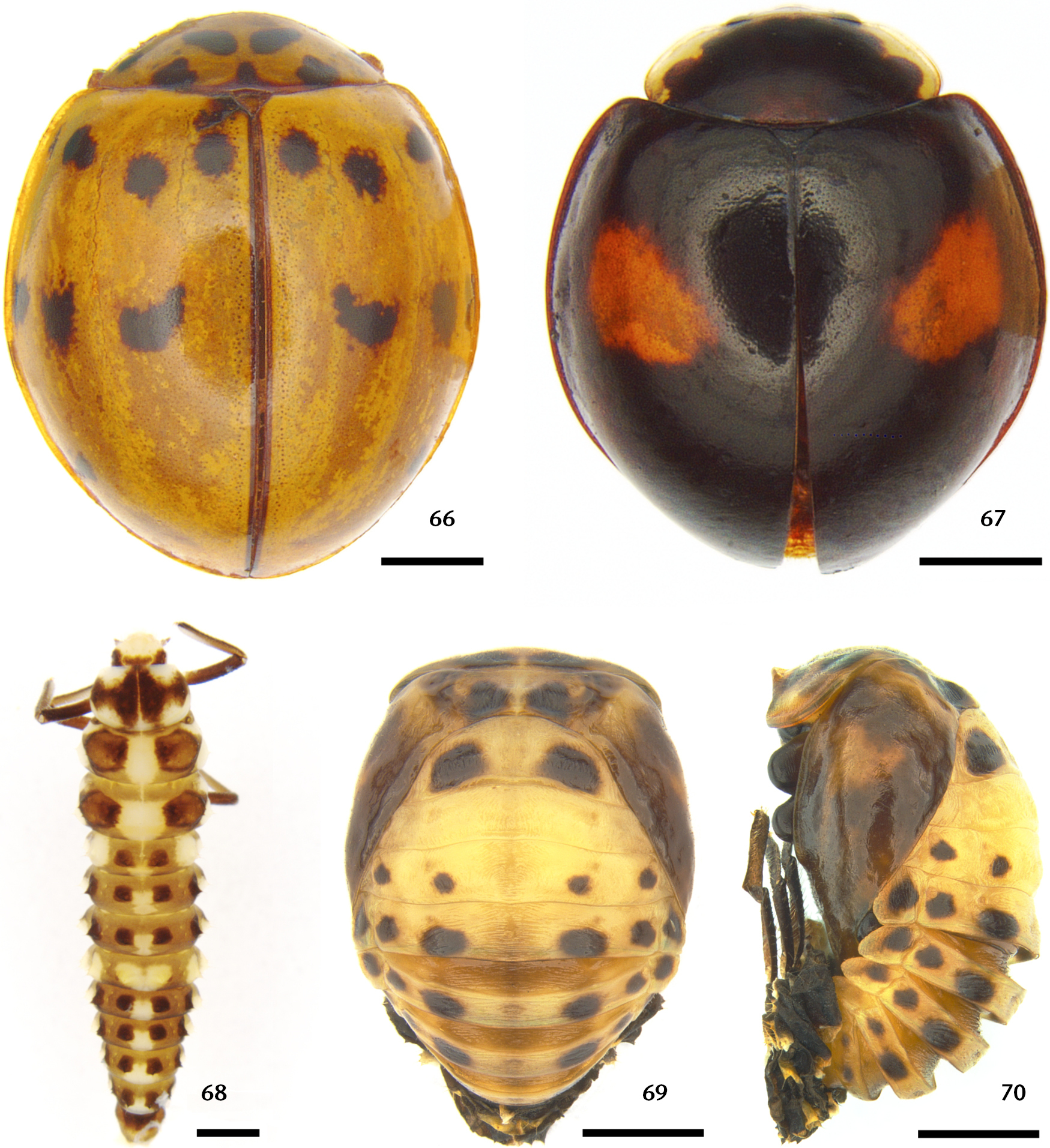
Variantes del adulto de Olla v-nigrum, larva y pupa.
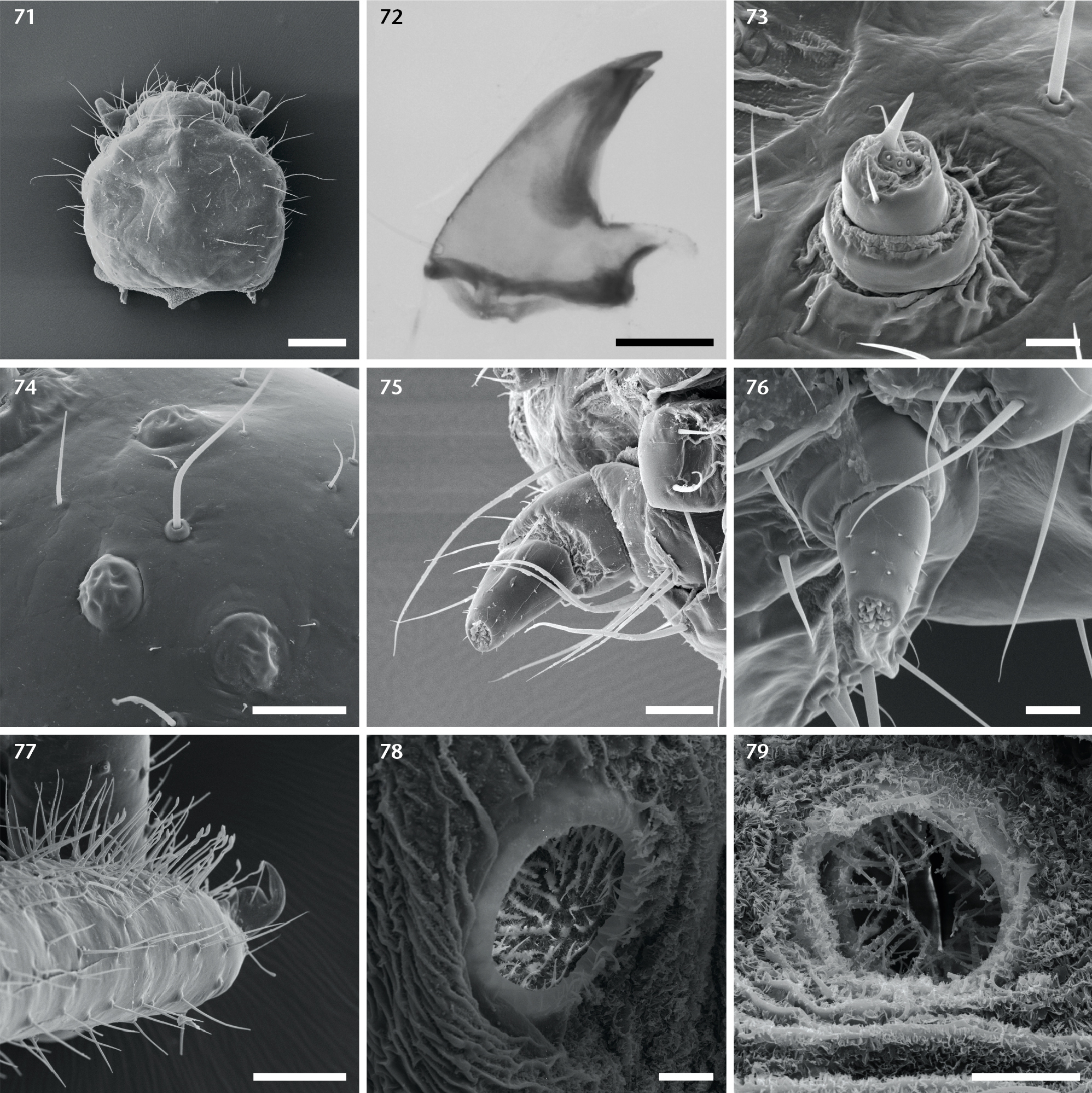
Olla v-nigrum , cuarto estadio larval
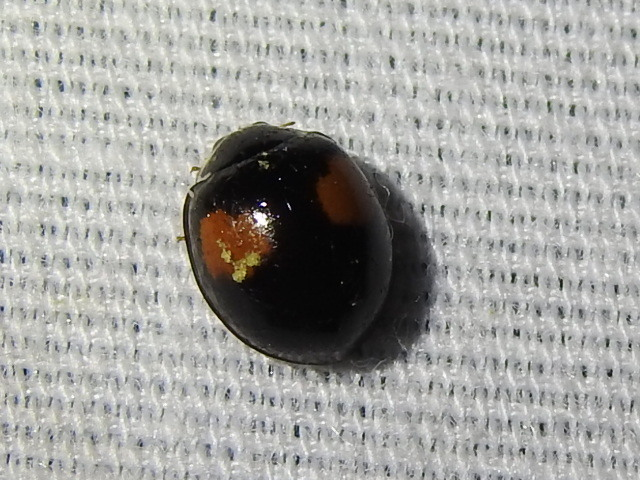
Adulto de coloración oscura
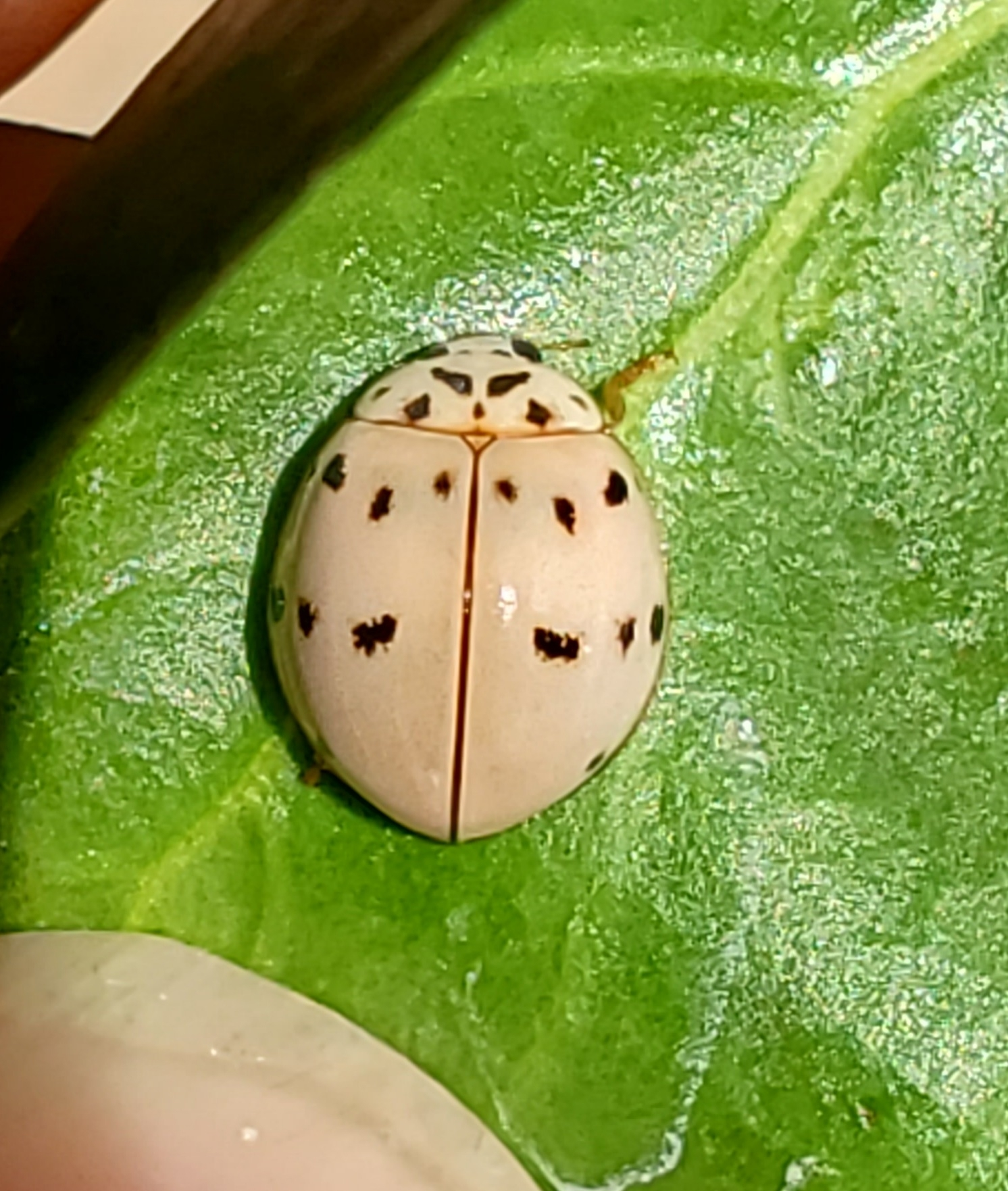
Adulto de coloración clara
Adulto